# Ayaka
Ayaka (あやか ou アヤカ) est un prénom féminin japonais courant, pouvant s'écrire avec différents kanjis.

## Pseudonyme
- Ayaka, chanteuse japonaise, de son vrai nom Ayaka Iida.
- Ayaka, ex-chanteuse du groupe Coconuts Musume, de son vrai nom Ayaka Kimura, désormais renommée Ayaka Nagate.

## Prénom
- Ayaka Arai, karatéka japonaise
- Ayaka Itō, chanteuse japonaise, ex-membre du groupe Springs, puis en solo sous le nom Maria
- Ayaka Kikuchi, chanteuse japonaise, membre des groupes AKB48 et Watarirōka Hashiritai
- Ayaka Komatsu, actrice et chanteuse japonaise
- Ayaka Nishiwaki, chanteuse japonaise, membre du groupe Perfume
- Ayaka Saitō, seiyū japonaise
- Ayaka Umeda, chanteuse japonaise, membre du groupe AKB48
- Ayaka Wada, chanteuse japonaise, membre du groupe S/mileage
- Ayaka Yoshimura, chanteuse japonaise, ex-membre du groupe SweetS